# Michael Dorn
Michael Dorn (født 9. december 1952 i Texas, USA) er en amerikansk skuespiller og tegnefilmsdubber. Han er kendt som Worf i Star Trek-universet. Han er også kendt som stemmen bag Kalibak i både Superman: The Animated Series og Justice League.